# Cymodoce madrasensis
Cymodoce madrasensis är en kräftdjursart som först beskrevs av Srinivasan 1959.  Cymodoce madrasensis ingår i släktet Cymodoce och familjen klotkräftor. Inga underarter finns listade i Catalogue of Life.